# Brasil Open 2007 - Qualificazioni singolare
Le qualificazioni del singolare  del Brasil Open 2007 sono state un torneo di tennis preliminare per accedere alla fase finale della manifestazione. I vincitori dell'ultimo turno sono entrati di diritto nel tabellone principale. In caso di ritiro di uno o più giocatori aventi diritto a questi sono subentrati i lucky loser, ossia i giocatori che hanno perso nell'ultimo turno ma che avevano una classifica più alta rispetto agli altri partecipanti che avevano comunque perso nel turno finale.
Le qualificazioni del torneo Brasil Open  2007 prevedevano 32 partecipanti di cui 4 sono entrati nel tabellone principale.

## Teste di serie
1. Diego Hartfield (Qualificato)
2. Albert Portas (ultimo turno)
3. Gorka Fraile (primo turno)
4. Juan Pablo Guzmán (secondo turno)

1. Marcos Daniel (Qualificato)
2. Marcel Granollers (secondo turno)
3. Paolo Lorenzi (primo turno)
4. Fabio Fognini (secondo turno)

## Qualificati
1. Diego Hartfield
2. Eduardo Schwank

1. Marcos Daniel
2. Pablo Andújar

## Tabellone

### Legenda
| - Q = Qualificato - WC = Wild card - LL = Lucky loser | - ALT = Alternate - SE = Special Exempt - PR = Protected Ranking | - w/o = Walkover - r = Ritirato - d = Squalificato |

### Sezione 1
|  | Primo turno      | Primo turno           | Primo turno     | Primo turno | Primo turno |  |  | Secondo turno         | Secondo turno         | Secondo turno         | Secondo turno         | Secondo turno         |   |   | Ultimo turno | Ultimo turno    | Ultimo turno    | Ultimo turno | Ultimo turno |  |
|  |                  |                       |                 |             |             |  |  |                       |                       |                       |                       |                       |   |   |              |                 |                 |              |              |  |
|  | 1                | Diego Hartfield       | Diego Hartfield | 7           | 6           |  |  |                       |                       |                       |                       |                       |   |   |              |                 |                 |              |              |  |
|  |                  | Júlio Silva           | Júlio Silva     | 62          | 3           |  |  | 1                     | Diego Hartfield       | Diego Hartfield       | 6                     | 6                     |   |   |              |                 |                 |              |              |  |
|  | Alexandre Simoni | Alexandre Simoni      | 6               | 4           | 6           |  |  |                       | Alexandre Simoni      | Alexandre Simoni      | 4                     | 2                     |   |   |              |                 |                 |              |              |  |
|  | Marcelo Melo     | Marcelo Melo          | 3               | 6           | 4           |  |  |                       |                       |                       |                       |                       |   |   | 1            | Diego Hartfield | Diego Hartfield | 6            | 6            |  |
|  | Ricardo Hocevar  | Ricardo Hocevar       | 3               | 6           | 6           |  |  |                       |                       |                       | Daniel Dutra Da Silva | Daniel Dutra Da Silva | 4 | 2 |              |                 |                 |              |              |  |
|  | João Souza       | João Souza            | 6               | 3           | 0           |  |  | Ricardo Hocevar       | Ricardo Hocevar       | Ricardo Hocevar       | 2                     | 3                     |   |   |              |                 |                 |              |              |  |
|  |                  | Daniel Dutra Da Silva | 7               | 3           | 6           |  |  | Daniel Dutra Da Silva | Daniel Dutra Da Silva | Daniel Dutra Da Silva | 6                     | 6                     |   |   |              |                 |                 |              |              |  |
|  | 7                | Paolo Lorenzi         | 5               | 6           | 3           |  |  |                       |                       |                       |                       |                       |   |   |              |                 |                 |              |              |  |

### Sezione 2
|  | Primo turno            | Primo turno            | Primo turno            | Primo turno | Primo turno |  |  | Secondo turno | Secondo turno      | Secondo turno      | Secondo turno   | Secondo turno   |   |   | Ultimo turno | Ultimo turno  | Ultimo turno  | Ultimo turno | Ultimo turno |  |
|  |                        |                        |                        |             |             |  |  |               |                    |                    |                 |                 |   |   |              |               |               |              |              |  |
|  | 2                      | Albert Portas          | 3                      | 6           | 6           |  |  |               |                    |                    |                 |                 |   |   |              |               |               |              |              |  |
|  |                        | Nicolas Santos         | 6                      | 3           | 1           |  |  | 2             | Albert Portas      | Albert Portas      | 7               | 6               |   |   |              |               |               |              |              |  |
|  | Cristian Villagran     | Cristian Villagran     | Cristian Villagran     | 6           | 6           |  |  |               | Cristian Villagran | Cristian Villagran | 69              | 3               |   |   |              |               |               |              |              |  |
|  | Pier-Marco Pieracciani | Pier-Marco Pieracciani | Pier-Marco Pieracciani | 1           | 2           |  |  |               |                    |                    |                 |                 |   |   | 2            | Albert Portas | Albert Portas | 1            | 2r           |  |
|  | Eduardo Schwank        | Eduardo Schwank        | Eduardo Schwank        | 6           | 6           |  |  |               |                    |                    | Eduardo Schwank | Eduardo Schwank | 6 | 4 |              |               |               |              |              |  |
|  | Fernando Romboli       | Fernando Romboli       | Fernando Romboli       | 3           | 4           |  |  |               | Eduardo Schwank    | Eduardo Schwank    | 6               | 7               |   |   |              |               |               |              |              |  |
|  | 8                      | Fabio Fognini          | Fabio Fognini          | 6           | 6           |  |  | 8             | Fabio Fognini      | Fabio Fognini      | 3               | 6(1)            |   |   |              |               |               |              |              |  |
|  |                        | Caio Zampieri          | Caio Zampieri          | 3           | 4           |  |  |               |                    |                    |                 |                 |   |   |              |               |               |              |              |  |

### Sezione 3
|  | Primo turno          | Primo turno          | Primo turno        | Primo turno | Primo turno |  |  | Secondo turno       | Secondo turno        | Secondo turno       | Secondo turno | Secondo turno |   |   | Ultimo turno | Ultimo turno    | Ultimo turno    | Ultimo turno | Ultimo turno |  |
|  |                      |                      |                    |             |             |  |  |                     |                      |                     |               |               |   |   |              |                 |                 |              |              |  |
|  |                      | Mariusz Fyrstenberg  | 1                  | 6           | 6           |  |  |                     |                      |                     |               |               |   |   |              |                 |                 |              |              |  |
|  | 3                    | Gorka Fraile         | 6                  | 3           | 4           |  |  | Mariusz Fyrstenberg | Mariusz Fyrstenberg  | Mariusz Fyrstenberg | 2             | 1             |   |   |              |                 |                 |              |              |  |
|  | Diego Junqueira      | Diego Junqueira      | Diego Junqueira    | 6           | 6           |  |  | Diego Junqueira     | Diego Junqueira      | Diego Junqueira     | 6             | 6             |   |   |              |                 |                 |              |              |  |
|  | Juan Antonio Marín   | Juan Antonio Marín   | Juan Antonio Marín | 1           | 4           |  |  |                     |                      |                     |               |               |   |   |              | Diego Junqueira | Diego Junqueira | 1            | 0            |  |
|  | Oleksandr Dolhopolov | Oleksandr Dolhopolov | 3                  | 6           | 6           |  |  |                     |                      | 5                   | Marcos Daniel | Marcos Daniel | 6 | 6 |              |                 |                 |              |              |  |
|  | André Ghem           | André Ghem           | 6                  | 3           | 3           |  |  |                     | Oleksandr Dolhopolov | 7                   | 64            | 3             |   |   |              |                 |                 |              |              |  |
|  | 5                    | Marcos Daniel        | 5                  | 6           | 6           |  |  | 5                   | Marcos Daniel        | 5                   | 7             | 6             |   |   |              |                 |                 |              |              |  |
|  |                      | Francesco Aldi       | 7                  | 4           | 4           |  |  |                     |                      |                     |               |               |   |   |              |                 |                 |              |              |  |

### Sezione 4
|  | Primo turno        | Primo turno        | Primo turno        | Primo turno | Primo turno |  |  | Secondo turno | Secondo turno     | Secondo turno     | Secondo turno    | Secondo turno    |   |   | Ultimo turno  | Ultimo turno  | Ultimo turno  | Ultimo turno | Ultimo turno |  |
|  |                    |                    |                    |             |             |  |  |               |                   |                   |                  |                  |   |   |               |               |               |              |              |  |
|  | 4                  | Juan Pablo Guzmán  | Juan Pablo Guzmán  | 6           | 6           |  |  |               |                   |                   |                  |                  |   |   |               |               |               |              |              |  |
|  |                    | Helio Sileman      | Helio Sileman      | 2           | 1           |  |  | 4             | Juan Pablo Guzmán | Juan Pablo Guzmán | 3                | 0                |   |   |               |               |               |              |              |  |
|  | Pablo Andújar      | Pablo Andújar      | Pablo Andújar      | 6           | 6           |  |  |               | Pablo Andújar     | Pablo Andújar     | 6                | 6                |   |   |               |               |               |              |              |  |
|  | Marcelo Michelucci | Marcelo Michelucci | Marcelo Michelucci | 0           | 0           |  |  |               |                   |                   |                  |                  |   |   | Pablo Andújar | Pablo Andújar | Pablo Andújar | 6            | 6            |  |
|  | Rainer Eitzinger   | Rainer Eitzinger   | 68                 | 6           | 7           |  |  |               |                   | Rainer Eitzinger  | Rainer Eitzinger | Rainer Eitzinger | 1 | 3 |               |               |               |              |              |  |
|  | Simone Vagnozzi    | Simone Vagnozzi    | 7                  | 2           | 64          |  |  |               | Rainer Eitzinger  | 0                 | 6                | 6                |   |   |               |               |               |              |              |  |
|  | 6                  | Marcel Granollers  | Marcel Granollers  | 7           | 6           |  |  | 6             | Marcel Granollers | 6                 | 3                | 4                |   |   |               |               |               |              |              |  |
|  |                    | Tiago Lopes        | Tiago Lopes        | 5           | 4           |  |  |               |                   |                   |                  |                  |   |   |               |               |               |              |              |  |